# Croissance biologique
Vous pouvez aider à l'améliorer ou bien discuter des problèmes sur sa page de discussion.
- Il ne cite pas suffisamment ses sources. Vous pouvez indiquer les passages à sourcer avec {{référence nécessaire}} ou {{Référence souhaitée}}, et inclure les références utiles en les liant aux notes de bas de page. (Marqué depuis avril 2024)
- Certaines informations devraient être mieux reliées aux sources mentionnées dans la bibliographie ou les liens externes. Améliorez sa vérifiabilité en les associant par des références. (Marqué depuis avril 2024)

- Archive Wikiwix
- Bing
- Cairn
- DuckDuckGo
- E. Universalis
- Gallica
- Google
- G. Books
- G. News
- G. Scholar
- Persée
- Qwant
- (zh) Baidu
- (ru) Yandex
- (wd) trouver des œuvres sur Wikidata

En biologie, la croissance d'un organisme est une augmentation de la taille, et du volume.
Dans les organismes vivants, comme chez les humains, la croissance est souvent régulée par des hormones de croissance.

## Mécanismes cellulaires
La croissance d'un organisme peut se faire par:
- augmentation du nombre de cellules par division des cellules,
- Augmentation du volume de chaque cellule (ce qui est la cause de la croissance des tissus graisseux),
- Augmentation du volume de la matrice extracellulaire (important dans la croissance osseuse).

## Application à la chimie simplifiée
La croissance est une période de la vie durant laquelle l'anabolisme l'emporte sur le catabolisme. 
- Anabolisme : synthèse de molécules complexes à partir de molécules simples
- Catabolisme : synthèse de molécules simples à partir de molécules complexes

La synthèse de molécules importantes à partir de molécules simples nécessite de créer des liaisons peptidiques, il faut donc de l'énergie.
- énergie liaisons créées > énergie liaisons rompues
- 0 > énergie liaisons créées - énergie liaisons rompues
- 0 > chaleur

Donc c'est endothermique. La valeur énergétique des aliments qui correspond à cette chaleur est la valeur absolue de la chaleur (il est fréquent que la chaleur soit négative: il y a absorption de chaleur).